# Scandale en patinage artistique aux Jeux olympiques d'hiver de 2002
Lors de la tenue des Jeux olympiques d'hiver de 2002 à Salt Lake City, la compétition de patinage artistique a été la source de beaucoup de controverses dans la catégorie des couples, qui est une des causes immédiates de la refonte du système de notation en patinage artistique.

## La compétition
Les compétitions de patinage artistique commencent le dimanche 10 février 2002 avec le programme court de la catégorie des couples. Ce sont les Russes Elena Berejnaïa et Anton Sikharulidze qui remportent ce programme court devant les Canadiens Jamie Salé et David Pelletier. En effet les Canadiens ont trébuché, et même si cette chute n'est pas sur un élément technique et donc ne reçoit pas de déduction, le programme court est entaché de cette erreur qui les met à la seconde place provisoire. Le lendemain, lundi 11 février 2002, les couples doivent patiner leur programme libre. Les Russes vont commettre une seule erreur technique sur la suite de sauts double axel-double boucle piqué. En effet, Anton Sikharulidze se retourne légèrement sur le double Axel. Ensuite c'est au tour des Canadiens de patiner leur programme qu'ils réalisent sans faute technique, même si certains experts ont considéré que leur programme contenait moins de difficultés que celui des Russes qui était plus complexe. 
Les Canadiens sont bien sûr les favoris du public nord-américain de Salt Lake City et ils quittent la glace sous une salve d'applaudissements. L'ancien champion olympique américain Scott Hamilton, l'ancienne championne du Canada Sandra Bezic et le journaliste sportif Tom Hammond commentaient la compétition sur NBC. Ils étaient certains que les Canadiens allaient remporter l'or après que Jamie Salé a exécuté parfaitement la triple boucle lancée à la fin du programme long : « The gold is theirs » (« L'or est à eux ») dit Scott Hamilton, « Simply perfect! » (« Simplement parfait ! ») dit Sandra Bezic, tandis que Tom Hammond ajoute : « And the Russian domination, nearly four decades, perhaps ended again by Canadians » (« Et la domination russe, de presque quatre décennies, a peut-être pris fin, de nouveau du fait de Canadiens »). Le présentateur de la chaîne anglophone canadienne CBC Television, Paul Martini, lui-même ancien patineur de couple, était lui aussi presque certain de la victoire de ses compatriotes canadiens. Il dit à la fin de leur programme : « Gold dust all over it—one of the great skates in Olympic history! » (« Poussières d'or sur eux - une des grandes performances de l'histoire olympique ! »). Au même instant, en France, sur France Télévisions, Nelson Monfort est également persuadé qu'ils vont gagner, alors que Annick Dumont est plus réservée concernant la valeur artistique du programme canadien, insistant sur la pureté de la glisse des Russes.
Arrivés dans le kiss and cry, les Canadiens reçoivent trois 5.9 pour la note technique, tandis que les Russes n'avaient reçu principalement que des 5.8 et des 5.7. Pour les juges, les Canadiens ont été meilleurs sur le plan technique que les Russes. Toutefois, pour la note artistique ou de présentation, les Canadiens ont reçu quatre 5.9 contre sept pour les Russes. La note artistique ayant plus de poids que la note technique en cas d'égalité, ce sont les Russes qui sont déclarés champions olympiques. Les Canadiens avaient besoin d'au moins cinq 5.9 en note de présentation pour prendre la première place. Le public nord-américain, qui criait « Six ! Six ! Six ! » en attendant les notes, a tout de suite désapprouvé le jugement en huant pour les notes de présentation. Ils se sont ensuite rapidement calmés pour laisser patiner le dernier couple, les Chinois Shen Xue et Zhao Hongbo. Ces derniers tentent le quadruple salchow lancé pour essayer de mettre d'accord les deux couples précédents, mais Xue Shen chute à la réception du saut. Ils prennent tout de même la médaille de bronze. La compétition terminée, les Canadiens ont du mal à accepter leur médaille d'argent, mais se présentent tout de même lors du podium quelques minutes plus tard. Ainsi, c'est la onzième fois consécutive (depuis 1960) que l'or olympique de la catégorie des couples est gagné par des représentants de l'Union soviétique puis de la Russie.